# Przygoda przyjeżdża pociągiem
Przygoda przyjeżdża pociągiem (ang. The Railway Children) – brytyjski dramat filmowy z 1970 roku w reżyserii Lionela Jeffriesa, zrealizowany na podstawie powieści o tym samym tytule autorstwa Edith Nesbit. W rolach głównych wystąpili Dinah Sheridan, Jenny Agutter, Sally Thomsettand oraz Bernard Cribbins. 
Film miał premierę 21 grudnia 1970 roku. Prawa do ekranizacji zakupił Lionel Jeffries. Był to jego reżyserski debiut, sam napisał również scenariusz. Film został bardzo dobrze przyjęty przez krytyków, zarówno w dniu premiery, jak i w późniejszych latach. Znalazł się na liście najlepszych filmów wszech czasów, między innymi Brytyjskiego Instytutu Filmowego oraz magazynu Total Film.

## Fabuła
Historia opowiada o przygodach dzieci z Waterbury, które są zmuszone przeprowadzić się razem z ich matką z Londynu do "Trzech Kominów", domu znajdującego się blisko fikcyjnej "Wielkiej Kolei Północnej i Południowej" w Yorkshire, ponieważ ich ojciec został uwięziony na podstawie fałszywego oskarżenia o zdradę.
Troje dzieci, Roberta (Bobbie) (Jenny Agutter), Phyllis (Sally Thomsett) i Peter (Gary Warren) zabawiają się, oglądając pociągi przemierzające pobliskie linie kolejowe i machając do pasażerów. Zaprzyjaźniają się z Albertem Perksem (Bernard Cribbins) oraz Starym Dżentelmenem, który zawsze odjeżdża pociągiem o 9:15. W międzyczasie ich matka stara się utrzymać rodzinę pisząc opowiadania do czasopism.
Po wielu przygodach, między innymi uratowaniu pasażerów poprzez ostrzeżenie konduktora pociągu, uratowaniu Rosjanina Szczepańskiego i połączenia go z rodziną, a także sprawowaniu opieki nad Jimem, wnukiem Starego Dżentelmena, Bobbie odkrywa prawdę o nieobecności swojego ojca. Dzieci proszą Dżentelmena o pomoc, a temu udaje się udowodnić niewinność ich ojca.

## Obsada
- Dinah Sheridan jako pani Waterbury ("matka")
- Bernard Cribbins jako Albert Perks
- William Mervyn jako Stary Dżentelmen
- Iain Cuthbertson jako Charles Waterbury ("ojciec")
- Jenny Agutter jako Roberta 'Bobbie' Waterbury
- Sally Thomsett jako Phyllis Waterbury
- Gary Warren jako Peter Waterbury
- Peter Bromilow jako doktor Forrest
- Ann Lancjakoter jako Ruth
- Gordon Whiting jako Szczepański
- Beatrix Mackey jako ciocia Emma
- Deddie Davies jako pani Nell Perks
- David Lodge jako kapelmistrz
- Christopher Witty jako Jim
- Brenda Cowling jako pani Hilda Viney
- Paddy Ward jako człowiek z wózkiem
- Erik Chitty jako fotograf
- Sally James jako sprzątaczka
- Amelia Bayntun jako kucharka (niewymieniona w czołówce)
- Bob Cryer jako strażnik pociągu (niewymieniony w czołówce)

## Produkcja
Sally Thomsett grała jedenastoletnią Phyllis, pomimo tego, że sama miała 20 lat. Jej kontrakt zabraniał jej zdradzać swój prawdziwy wiek, nie mogła także pić ani palić. Siedemnastoletnia Jenny Agutter zagrała jej starszą siostrę, Robertę, a Gary Warren ich brata, Petera.

### Sceneria
Lionel Jeffries wykorzystał koleje Keighley & Worth Valley, a także ich stacje w Oakworth. Podczas kręcenia w Wielkiej Brytanii było mało pociągów retro, a tylko KWVR mogło zapewnić tunel potrzebny przy kilku scenach. Tunel jest w rzeczywistości o wiele krótszy, zastosowano więc płótno, aby go optycznie wydłużyć.
Zdjęcia kręcono na kilku różnych plenerach. Dom "Trzy Kominy" znajduje się w Oxenhope, na północ od stacji kolejowej. Sala operacyjna doktora Forresta znajduje się w Haworth. Most, na którym nakręcone zostały sceny z dziećmi jest w Wycoller, w pobliżu Colne.

## Premiera
Film zajął dziewiąte miejsce na liście najpopularniejszych filmów brytyjskich w 1971. Koszty jego produkcji zwróciły się z przychodów w kraju. 

### Odbiór krytyków
Film ma ocenę 100% na stronie Rotten Tomatoes na podstawie ośmiu ocen.

### Media
Z okazji czterdziestolecia premiery została wydana cyfrowa reedycja filmu na nośniku Blue-ray oraz DVD. Planowany wywiad z reżyserem nie został ukończony ze względu na jego śmierć w lutym 2010 roku.

### Nagrody i nominacje
Film The Railway Children otrzymał trzy nominacje do dwudziestej czwartej edycji Nagród Brytyjskiej Akademii Filmowej. Bernard Cribbins został nominowany w kategorii najlepszego aktora drugoplanowego. Nagrodę otrzymał jednak Colin Welland za rolę w filmie Kes. Sally Thomsett otrzymała nominację za najlepszy debiut w roli pierwszoplanowej.

## Wpływy
Film wywarł znaczny wpływ na brytyjską branżę filmową. W 1999 roku Brytyjski Instytut Filmowy umieścił The Railway Children na 66 miejscu swojej listy 100 najlepszych filmów wszech czasów. Pięć lat później magazyn Total Film umieścił tę produkcję na 46. miejscu listy najlepszych filmów XX wieku. W 2008 roku Channel 4 przyznał adaptacji 30 miejsce w swoim rankingu stu najlepszych filmów rodzinnych.